# Pada
Koordinaten: 59° 26′ N, 26° 43′ O
Pada (deutsch Paddas) ist ein Dorf (estnisch küla) in der Landgemeinde Viru-Nigula (Viru-Nigula vald) im estnischen Kreis Lääne-Viru (deutsch West-Wierland).

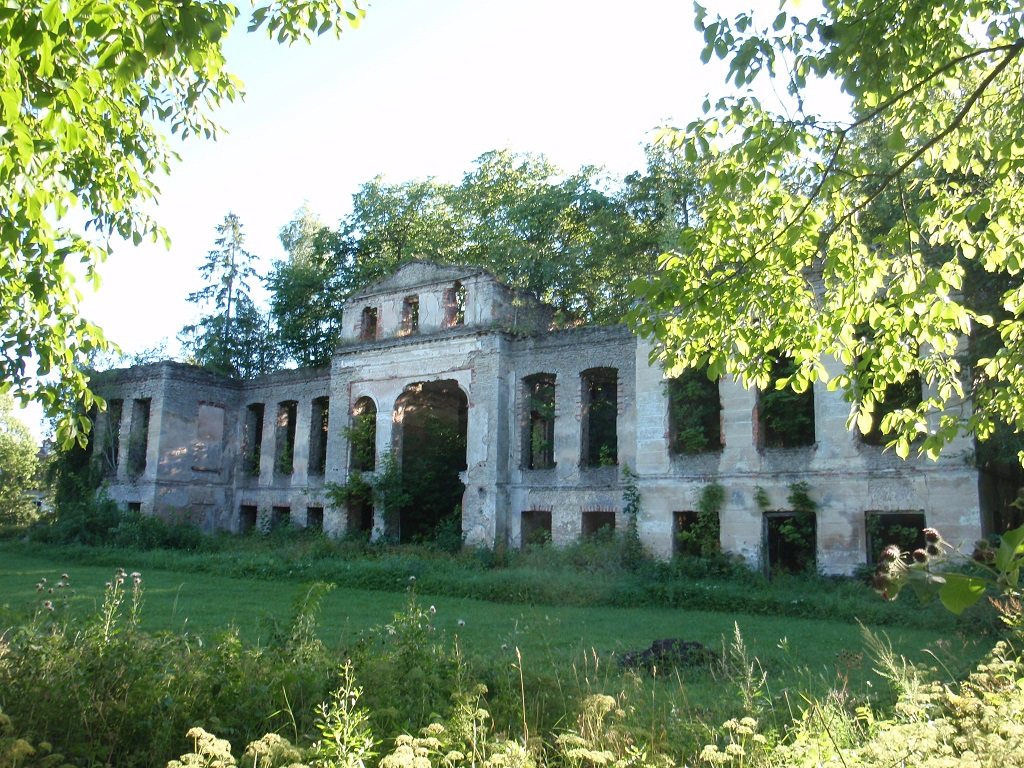
Ruine des Herrenhauses Paddas

## Beschreibung
Pada hat 58 Einwohner (Stand 1. Januar 2011). Es liegt 23 Kilometer nordöstlich von Rakvere (Wesenberg).
Das Dorf liegt am Fluss Padajõgi. Das Flusstal ist als „Landschaftsschutzgebiet Padaoru“ (Padaoru maatikukaitseala) unter direkten Schutz gestellt.
Pada wurde erstmals 1241 im Liber Census Daniæ urkundlich erwähnt. Bei Pada liegen zwei größere Burgberge der heidnischen Esten.

## Gut Pada
Seit 1505 ist das Gut Pada belegt. In der zweiten Hälfte des 18. Jahrhunderts gehörte es dem russischen Diplomaten Otto Magnus von Stackelberg (1736–1800). Später ging es in das Eigentum der Familie Manteuffel über. Eine Tochter Manteuffels heiratete Moritz von Kotzebue, einen Sohn des Dramatikers August von Kotzebue. Letzter Eigentümer vor der Enteignung im Zuge der Estnischen Landreform 1919 war Alfred Otto von Schilling.
Das repräsentative Herrenhaus von Pada wurde 1782 im Stil des Frühklassizismus fertiggestellt. Die Pläne stammten von dem Architekten Jean-Baptiste Michel Vallin de la Mothe (1729–1800), der seit 1759 in Russland lebte. Er war ein Schüler Jacques-François Blondels. Das zweieinhalbgeschossige Gebäude mit seinen drei Risaliten und zahlreichen Stuckornamenten war von einem großen Park umgeben. Seit 1917 ist das Gebäude nach einem Brand nur noch Ruine.